# Békástelep
Békástelep (románul: Becaș) falu Romániában, Hargita megyében. Parajd községhez tartozik. A sóvidékiek Békástanyának nevezik, de használatos a Sófalvi hegy elnevezés is, hiszen a lakók többsége az 1800-as években Felsősófalváról költözött fel a fennsíkra.
A trianoni békeszerződés előtt Udvarhely vármegye Parajdi járásához tartozott és Felsősófalva (Ocna de Sus) részét képezte, egészen 1968-ig. Ezt követően Parajd község tartozéka. 1992-ben 147 magyar lakosa volt. A falu vallása igen megosztott: 53 római katolikus, 66 református, 1 unitárius vallású van, 27 pedig egyéb felekezethez tartoznak.